# Eriocaulon devendranii
Eriocaulon devendranii är en gräsväxtart som beskrevs av Vijaya Sankar, K.Ravik. och Ganesh Babu. Eriocaulon devendranii ingår i släktet Eriocaulon och familjen Eriocaulaceae. Inga underarter finns listade i Catalogue of Life.